# Walckenaerianus aimakensis
Walckenaerianus aimakensis är en spindelart som beskrevs av Jörg Wunderlich 1995. Walckenaerianus aimakensis ingår i släktet Walckenaerianus och familjen täckvävarspindlar. Inga underarter finns listade i Catalogue of Life.